# 장펑류
장펑류(중국어 간체자: 张凤柳, 정체자: 張鳳柳, 병음: Zhāng Fèngliǔ, 한자음: 장봉류, 1989년 11월 15일~)는 중화인민공화국의 레슬링 선수이다. 2016년 하계 올림픽에서 여자 자유형 헤비급 동메달을 획득했으며 세계 선수권 대회에서 1회 우승을 차지했다.